# 为与明日君相逢
《为了见到明天的你》是2007年11月30日由Purple software发售的恋爱冒险類型成人遊戲。2008年10月24日发售FAN DISC《为了见到明天的七海》（Ashita no Nanami to Au Tame ni）。虽然标题变了，英译（Till I reach you tomorrow）却没有变。另外包装盒封面的七海的姿势和本作的明日香相同。2009年11月27日發售合集《為了見到明天的你 COMPLETE BOX》（明日の君と逢うために COMPLETE BOX）。

## 剧情简介
主人公八代修司在小时候和青梅竹马的若宫明日香一起在御风岛的树林里玩的时候，明日香失踪了，受此打击的修司离开了御风岛。七年之后，他接受了表姐御风里加的邀请，从东京转学回到御风岛上的鈴森学園。虽然重新见到了明日香，但是明日香却失去了记忆。

## 登場人物

### 主人公
八代修司
声：野島健兒（广播剧）
御風島出身。原本住在東京，接受表姐里佳的邀请转学到鈴森学園。擅长做菜。
角色人气排名11位。

### 女主角
若宮明日香
声：安玖深音
生日：7月7日 主题曲：Smile Girl
率直而有精神，好奇心旺盛的少女。虽然经常暴走，却让人恨不起来。
人气投票第5位。
泉水小夜
声：祢乃照果
生日：12月12日 主题曲：Calm Girl
虽然出身御風島，不过住在両親给她的位于本土的高层公寓里一人居住。冷静而孤高，对周围的人不留情面。
人气投票第3位。
夕霧琉璃子
声：五行薺
生日：10月10日 主题曲：Obedient Girl
擅长制作点心，内向、勇敢的病弱少女。虽然有天然而治愈的属性，不过有时会不自觉的说伤人的话。
人气投票第4位。
藤崎朝陽
声：井村屋穗乃香
生日：4月2日 主题曲：O・HI・SA・MA Girl
修司的前辈，七海所属的演劇部的部長。自我中心，不管什么人都会被卷入她的节奏中去。成绩不好。
人气投票第8位。
月野舞
声：
生日：11月15日  主题曲：Cool Girl
位于本土的沖原女子学院的2年级学生。家里经营很受欢迎的中式餐馆“月花”。和性格相似的小夜关系很差。
人气投票第2位。
御風佳
声：一色光
生日：2月7日 主题曲：
修司的表姐，也是修司的班導兼国語教師兼校长兼御風家家长。
人气投票第6位。

### 配角
七海美菜
声：風音
主题曲：Braided Girl
修司的同班同学，虽然是班长，但是成绩很差。是演劇部的成员，非常仰慕同为女性的部長朝陽。第一人称是“七海”。
人气投票第1位，以配角来说是很少见的现象。因此制作了FAN DISC《为了见到明天的七海》，在其中升格为主角。
七海真奈美
声：夏野冰
在FAN DISC《为了见到明天的七海》中登场的新角色，七海美菜的妹妹。是位于本土的沖原女子学院的一年级学生，舞的後輩。和瑠璃子是一起在島的学校上学时的朋友。
看起来和姐姐不同，比较成熟和理性。不过有男性恐惧症，如果男性接近的话就会用防犯用具（主要是電擊棒）攻击。
瀨戶和也
声：城樹翔
修司的同学。善于抓住要领，拥有學年排名第三的实力。
人气投票第12位。
夕霧直輝
声：小池竹蔵
瑠璃子的哥哥，御風島唯一的医生。
人气投票第10位。

声優：北都南
主题曲：
守护御風島的神，外表為少女姿态。善于读心。说话时声调没有起伏，很难判断是不是在开玩笑。
人气投票第7位。

声：安玖深音
姿态和明日香失踪之前一樣的小女孩，没有实体，只有意识和记忆。

## 制作人员
为了见到明天的你
- 导演：守屋天、湯
- 原画：まっぴーらっく
- 剧本：鏡遊、北川晴
- 程序：河合優子
- OP曲：「TIME」
  - 作詞：みやび
  - 歌・作曲：橋本美雪
  - 編曲：鈴木マサキ
- ED曲：「only...」
  - 作詞：みやび
  - 作曲：橋本美雪
  - 編曲：田辺トシノ
  - 歌：橋本美雪
- 営業・広報：みやび、彦ニ、みさきみかど
- 片头动画制作：ジェリーフィッシュ
- CG电影制作：matsuNe（ALICE FROM JAPAN）

为了见到明天的七海
- 制片：石川泰
- 导演：湯
- 企画：鏡遊
- 原画：まっぴーらっく
- 剧本：鏡遊
- CG統括：白米、貞本琉規
- 背景美術：さいが、有限会社コミック、山本浩憲
- 程序・演出：河合優子
- OP曲：「ever」
  - 作詞・作曲・曲：橋本美雪
  - 編曲：chokix
- 电影导演：matsuNe（ALICE FROM JAPAN）

## 影響
《为了见到明天的你》在日本美少女游戏与动画相关商品销售网站Getchu.com的2007年销量榜上排名第28名。

## 腳註
1. ↑  . Getchu.com.   [2024-08-21] （日语）.
2. ↑  . Getchu.com.   [2013-08-11]. （原始内容存档于2018-12-16） （日语）.